# Courpière
Courpière é uma comuna francesa na região administrativa de Auvérnia-Ródano-Alpes, no departamento Puy-de-Dôme. Estende-se por uma área de 31,8 km². Em 2010 a comuna tinha 4 181 habitantes (densidade: 131,5 hab./km²).